# 走れ!みつくに社長 おススメ情報お届けします
『走れ!みつくに社長 おススメ情報お届けします』（はしれ みつくにしゃちょう おすすめじょうほうおとどけします）は、2019年10月5日（4日深夜）からテレビ大阪で放送されている地域密着型の情報番組である。代走みつくにの冠番組。

## 概要
代走みつくにが広告代理店の社長に扮して、社員と一緒に関西のおすすめ情報（各種施設・イベント・映画・スマートフォンアプリ・JTマーヴェラス・キンボールなど）を紹介するコメディタッチの情報番組。放送終了後に、YouTube「テレビ大阪 チャンネル」で一部編集した映像を配信している。
社員には、週替りでテレビ大阪アナウンサーと、女性タレント、お笑い芸人が扮していて、番組の最後には、代走みつくにがギャグを披露するコーナーもある。
2020年3月29日に、番組で応援していたJTマーヴェラスがVリーグ女子1部で優勝した事を記念して、特別番組『走れ!みつくに社長SP JTマーヴェラス優勝記念』が放送される。

## 出演者
- 代走みつくに：社長

ゲスト出演者
- 池松壮亮：1回、映画『宮本から君へ』出演者インタビュー
- JTマーヴェラス 所属選手：6回、12回、16回、39回、50回、58回、73回、92回、100回、107回
- 佐々木蔵之介：15回、映画『嘘八百 京町ロワイヤル』出演者インタビュー
- WEAR（西成ストレンジポップアイドル）：18回
- 松原タニシ：40回、43回、96回
- 篠宮暁：42回
- ぬまっち：44回、45回
- かみじょうたけし：54回、62回
- うしろシティ：55回
- MAKIHIKA（YouTuber）：56回
- Hina（FAKY）：59回
- 梅谷堅人（YouTuber）：63回
- カラフルスクリーム：64回
- 田中美咲：66回
- のぞみ（ドキドキ☆純情ガールズ）：70回
- ハノーバー：86回、89回
- 骨付きバナナ：88回、90回、91回、99回
- シダヒナノ（TikToker）：104回

走れ!みつくに社長SP JTマーヴェラス優勝記念
- 団長安田（安田大サーカス）
- やのぱん
- 絶対的7%
- JTマーヴェラス 所属選手[3]

走れ!みつくに社長 新鮮ネタ祭!大忘年会SP
- 森脇健児：会長
- 華井二等兵
- 我こそは田中
- ベルサイユ
- 税理士りーな

走れ!みつくに社長 アスリートスペシャル
- 小椋久美子
- 絶対的7%
- あだち理絵子
- JTマーヴェラス 所属選手

### 社員
アナウンサー
- 前田拓哉
- 坂本七菜
- 福谷清志
- 川北円佳

女性タレント
- 星加莉佐
- 清水綾音
- 田口万莉
- 新宅マキ
- 加納永美子
- 相沢美紗樹
- 近藤綾香

お笑い芸人
- 絶対的7%
- 風穴あけるズ
- やのぱん：副社長[注 5]
- ベルサイユ
- 我こそは田中
- クロちゃん（安田大サーカス）
- たらちね
- 能勢ちゃん（水泳部）
- 笑福亭鉄瓶
- 華井二等兵
- 竹下ポップ
- にしね・ザ・タイガー
- ブルーウェーブ
- ドキドキ☆純情ガールズ
- 高本剛志（雷ジャクソン）
- ボルトボルズ
- ハイアウト